# Tipula pallidisignata
Tipula pallidisignata är en tvåvingeart. Tipula pallidisignata ingår i släktet Tipula och familjen storharkrankar.

## Underarter
Arten delas in i följande underarter:
- T. p. pallidisignata
- T. p. salutatoria